# 祖·梅沙
約瑟·"祖"·梅沙，OBE（英語：Joseph "Joe" Aldon Mercer，（1914年8月9日—1990年8月9日）），是一名前英格蘭足球員和領隊，球員時代司職中場。